# 1986 RD
1986 RD är en asteroid i huvudbältet som upptäcktes den 8 september 1986 av den danska astronomen Poul Jensen vid Brorfelde-observatoriet.
Asteroiden har en diameter på ungefär 12 kilometer och den tillhör asteroidgruppen Dora.